# Nyazeelanddykand
Nyazeelanddykand (Aythya novaeseelandiae) är en andfågel endemisk för Nya Zeeland.

## Utseende
Nyazeelanddykanden är genomgående mörkbrun och svart. Hanen har tydligt gula ögon och ett mörkt grönaktigt huvud. Honan liknar hanen, men saknar det gula ögat och har en vit fläck i ansiktet under häckningssäsong. I flykten syns ett vitt vingband.

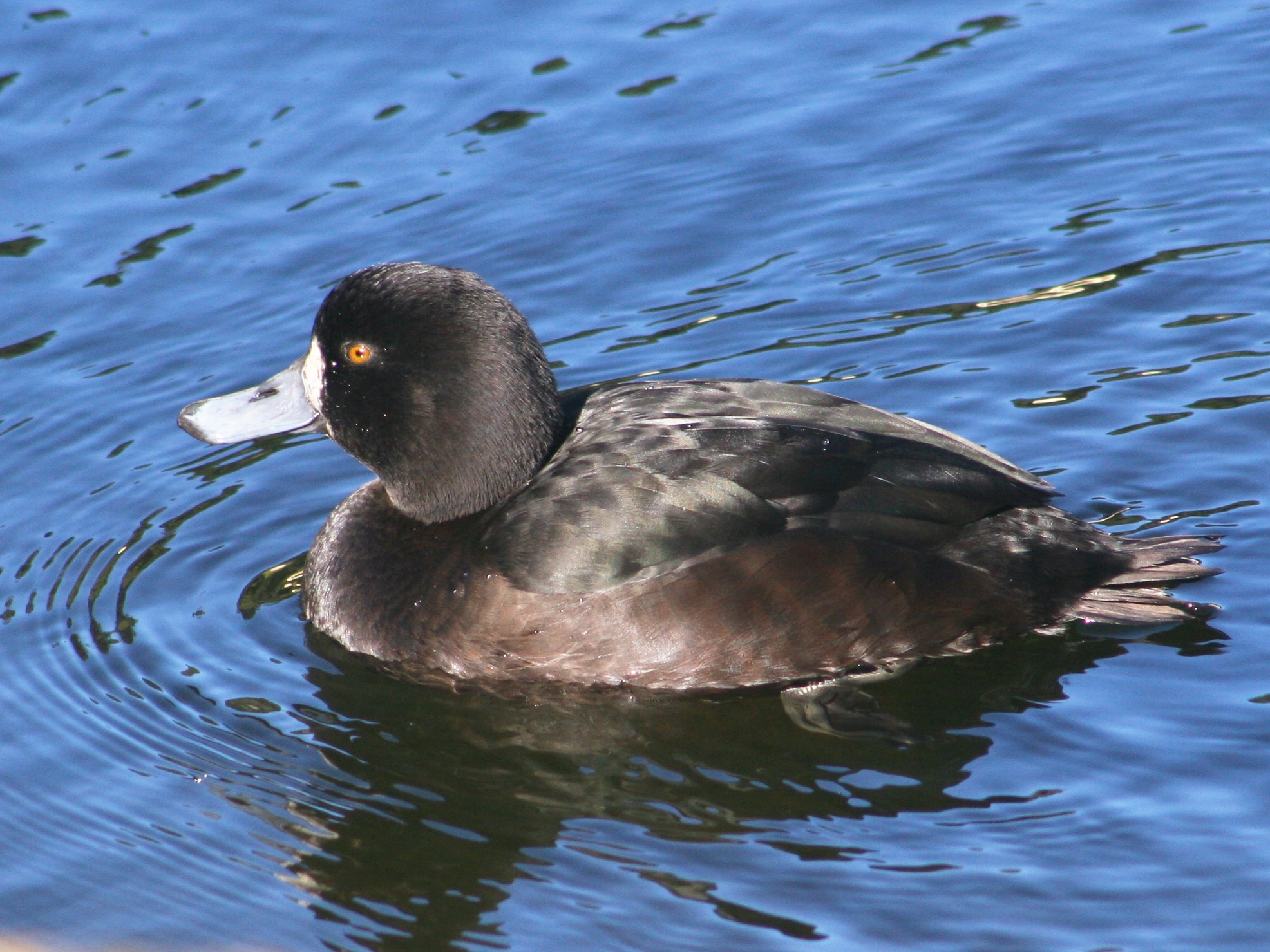
Hona nyazeelanddykand

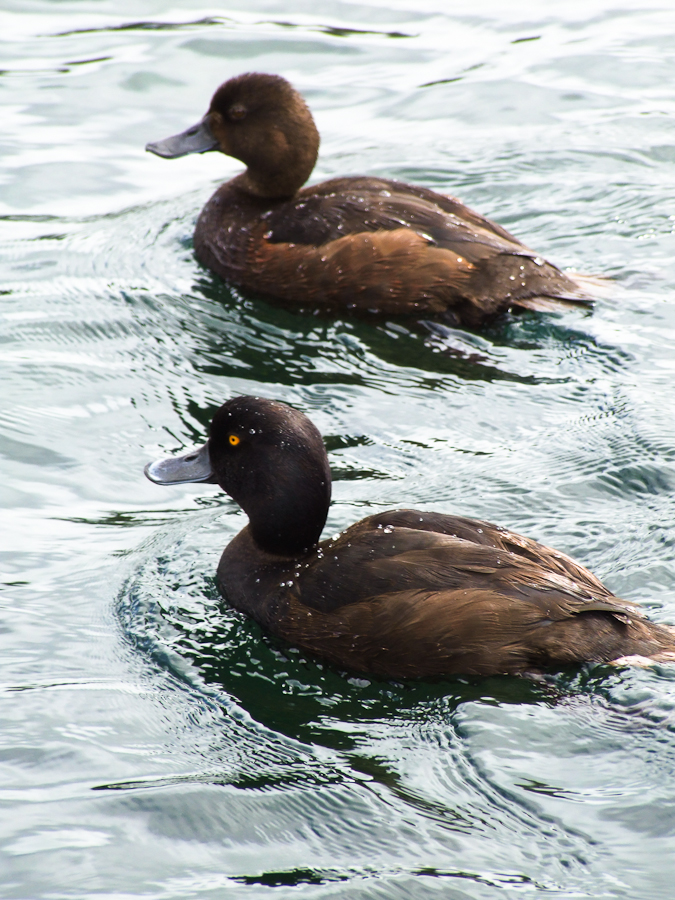
Ett par nyazeelanddykänder.

## Utbredning och systematik
Fågeln förekommer enbart i Nya Zeeland, på både Nordön och Sydön. Subfossila lämningar visar att arten tidigare också funnits i Chathamöarna. Arten har försvunnit från låglänta områden sedan människans ankomst till Nya Zeeland och är idag huvudsakligen begränsad till östra sidan av Sydalperna på Sydön samt de norra och centrala delarna av Nordön. Olikt andra arter i släktet Aythya flyttar den inte, även om den rör sig mot öppet vatten från bergssjöar när dessa täcks av is. Den behandlas som monotypisk, det vill säga att den inte delas in i några underarter, och tros vara närmast släkt med vigg och ringand.

## Levnadssätt
Nyazeelanddykanden förekommer i djupa sötvattenssjöar och dammar. Den är en dykand som kan hålla sig under vatten i mellan 20 och 30 sekunder till ett djup av tre meter på jakt efter vattenväxter, småfisk, vattenlevande snäckor, musslor och insekter. Den ses ofta nära sothönan och tros söka efter föda som sothönan rör upp i jakt på räkor.

### Häckning
Fågeln häckar från oktober till mars och lägger fem till åtta gräddvita ägg i ett bo nära vatten. Boet fodras vanligen med gräs och dun. Äggen ruvas av honan i fyra veckor. De nykläckta andungarna dyker efter föda direkt efter att de lämnat boet.

## Status och hot
Arten har ett stort utbredningsområde och tros öka i antal. Utifrån dessa kriterier kategoriserar internationella naturvårdsunionen IUCN arten som livskraftig (LC), även om världspopulationen är relativt liten (5.000-10.000 individer).